# Ballindalloch
 (mars 2013).
Si vous disposez d'ouvrages ou d'articles de référence ou si vous connaissez des sites web de qualité traitant du thème abordé ici, merci de compléter l'article en donnant les références utiles à sa vérifiabilité et en les liant à la section « Notes et références ».
Ballindalloch (gaélique écossais : Baile na Dalach) est un petit village sur le Spey, en Moray, Écosse. 
Il est connu pour ses distilleries de whisky et pour le Château de Ballindalloch.

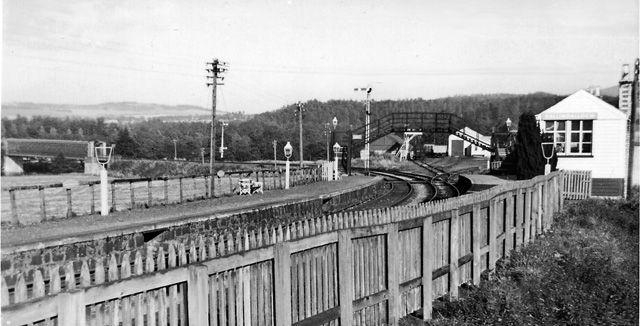
Jusqu'en 1961, Ballindalloch avait une gare de la Great North of Scotland Railway